# Список председателей Верховного Совета Туркменской ССР
Председатель Верховного Совета Туркменской ССР был спикером парламента, который сменил Меджлис в 1992 году. В 1938—1990 годах председатель Верховного Совета Туркменской ССР являлся де-юре главой государства.
| имя                     | Период                                |
| ----------------------- | ------------------------------------- |
| Аллаберды Бердыев       | 24 июля 1938 — 27 января 1942 гг.     |
| Курбан Перманов         | 27 января 1942—1945 гг.               |
| Шаджа Батыров           | март 1947 — март 1948 года            |
| Юсуп Овезов             | 4 марта 1948 г. — ?                   |
| Т. Атаев                | 1956 — 30 марта 1959 г.               |
| Шамурад Ташлиев         | 30 марта 1959 г. — 26 марта 1963 г.   |
| Мактум Шабасанов        | 26 марта 1963 г. — апрель 1967 г.     |
| Пигам Азимов            | 11 апреля 1967 — 29 июня 1971         |
| Давлы Караев            | 29 июня 1971—1973 гг.                 |
| Баллы Язкулиев          | 1973 — 17 декабря 1975 г.             |
| Аман Дурдиев            | 17 декабря 1975 г. — 21 марта 1980 г. |
| Оразгельды Овезгельдыев | 21 марта 1980 г. — 18 января 1990 г.  |
| Сапармурат Ниязов       | 18 января 1990 г. — 2 ноября 1990 г.  |
| Сахат Мурадов           | 18 ноября 1990—1995 гг.               |